# Diocesi di Shanghai

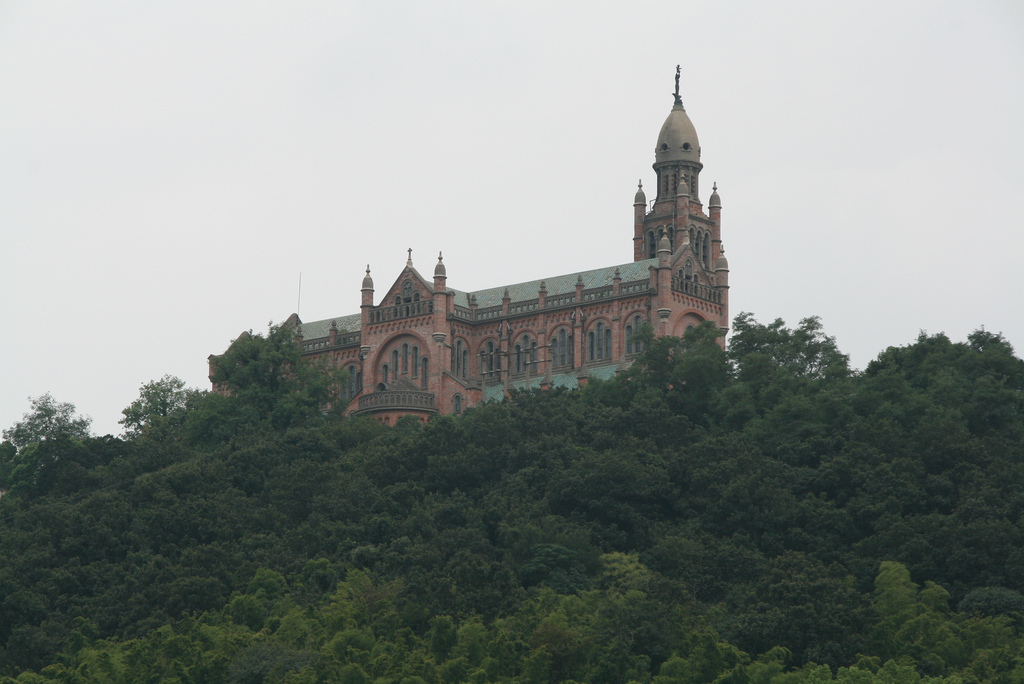
La basilica di Nostra Signora di Sheshan.

La diocesi di Shanghai (in latino Dioecesis Sciamhaevensis) è una sede della Chiesa cattolica in Cina suffraganea dell'arcidiocesi di Nanchino. È retta dal vescovo Giuseppe Shen Bin.

## Territorio
La diocesi comprende la città di Shanghai, dove si trova la cattedrale di Sant'Ignazio. Nel territorio diocesano si trova la basilica di Nostra Signora di Sheshan.

## Storia
La Chiesa cattolica comparve a Shanghai nel 1608 quando Paolo Xu Guangqi, primo cattolico di Shanghai, invitò il gesuita italiano Lazzaro Cattaneo (nato nella cittadina ligure di Sarzana nel 1560) a predicare nella città. Circa 200 persone ricevettero il battesimo durante i due anni di permanenza del missionario; la prima chiesa cattolica fu costruita nei pressi di Xujiahui, dove oggi si trova la cattedrale.
Il vicariato apostolico di Shanghai fu eretto il 13 dicembre 1933 con la bolla Iampridem Apostolica di papa Pio XI, ricavandone il territorio dal vicariato apostolico di Nanchino (oggi arcidiocesi).
L'11 aprile 1946 il vicariato apostolico è stato elevato a diocesi con la bolla Quotidie Nos di papa Pio XII.
Il 9 giugno 1949 ha ceduto porzioni di territorio a vantaggio dell'erezione della diocesi di Suzhou e delle prefetture apostoliche di Haizhou e di Yangzhou.
Nel 2005 vescovo "clandestino" della diocesi era il gesuita Giuseppe Fan Zhongliang, ordinato nel 1985, mentre vescovo "ufficiale", riconosciuto dal governo cinese, era Luigi Jin Luxian, anche lui gesuita, che nel 1982 era uscito da una condanna a 27 anni di carcere inflittagli durante la dittatura maoista, aderendo alla Chiesa governativa; entrambi erano all'epoca molto anziani. In quell'anno venne ordinato un vescovo ausiliare nella persona di Giuseppe Xing Wenzhi, che avrebbe dovuto prendere il posto dei due vescovi, con il consenso del governo e sembra anche della Santa Sede; tuttavia Xing Wenzhi ha dato le sue dimissioni agli inizi del 2012.
Il 30 maggio 2012 è stato eletto, secondo le modalità previste dall'Associazione patriottica cattolica cinese, il nuovo vescovo ausiliare, Taddeo Ma Daqin, consacrato il 7 luglio successivo. Le sue prese di posizione, definite "coraggiose" dalle agenzie di stampa straniere, hanno attirato l'attenzione della polizia locale, che lo ha messo agli arresti domiciliari nel seminario diocesano. Successivamente la Conferenza episcopale patriottica cinese ha revocato la sua nomina (12 dicembre 2012); il fatto ha suscitato la reazione dispiaciuta della Santa Sede. Nel giugno del 2016, però, compare sul blog personale del vescovo Ma una sua dichiarazione che sembra ritrattare le sue critiche all'Associazione patriottica.
La situazione si è ulteriormente complicata nel 2023, quando l'Associazione Patriottica ha indicato come nuovo vescovo di Shanghai Giuseppe Shen Bin (dal 2010 vescovo, con approvazione papale, di Haimen). Sembra che il trasferimento non fosse stato concordato con la Santa Sede, violando così gli accordi del 2018 sulla nomina dei vescovi. Il 15 luglio seguente papa Francesco ha confermato il trasferimento.

## Cronotassi dei vescovi
Si omettono i periodi di sede vacante non superiori ai 2 anni o non storicamente accertati.
- Auguste Alphonse Pierre Haouisée Haouisée, S.I. † (13 dicembre 1933 - 10 settembre 1948 deceduto)
- Ignazio Kung Pin-mei † (15 luglio 1950 - 12 marzo 2000 deceduto)
  - Sede vacante (2000-2023)
  - Luigi Zhang Jia-shu, S.I. † (27 aprile 1960 consacrato - 25 febbraio 1988 deceduto) (vescovo ufficiale)
  - Luigi Jin Luxian, S.I. † (25 febbraio 1988 succeduto - 27 aprile 2013 deceduto) (vescovo ufficiale)[13]
  - Giuseppe Fan Zhongliang, S.I. † (12 marzo 2000 succeduto - 16 marzo 2014 deceduto[14]) (vescovo clandestino)
  - Giuseppe Shen Bin (4 aprile 2023 - 15 luglio 2023 confermato vescovo) (vescovo ufficiale)
- Giuseppe Shen Bin, dal 15 luglio 2023

## Statistiche
| anno | popolazione | popolazione | popolazione | presbiteri | presbiteri | presbiteri | presbiteri                | diaconi | religiosi | religiosi | parrocchie |
| anno | battezzati  | totale      | %           | numero     | secolari   | regolari   | battezzati per presbitero | diaconi | uomini    | donne     | parrocchie |
| ---- | ----------- | ----------- | ----------- | ---------- | ---------- | ---------- | ------------------------- | ------- | --------- | --------- | ---------- |
| 1950 | ?           | 6.000.000   | ?           | 195        | 78         | 117        | ?                         |         | 226       | 690       |            |

Secondo i dati statistici riportati dall'agenzia Mep Asie, la diocesi di Shanghai nel 2010 conta circa 150.000 fedeli, con 91 preti ufficiali e 50 clandestini.